# Instruction (groupe)
Pour les articles homonymes, voir Instruction.
Instruction est un groupe de rock de New York auquel participent les membres de Errortype: 11, Quicksand, Saetia and Garrison.

## Discographie
- The great EP
- God Doesn't care
- Rise up